# エングストリーゲン滝
エングストリーゲン滝（または、エングシュトリゲン滝、ドイツ語: Engstligenfälle）は、ベルナー高地のアーデルボーデン付近に存在する滝である。ゼーレンバッハの滝（Seerenbachfalle）に次いで、スイスで2番目に落差が大きい。この滝は、スイスの国家重要地形一覧に記載されている。
エングストリーゲン滝は、アルプス山脈（ベルナー高地）に存在する滝の中でも水量の多い滝の1つとして知られ、アーデルボーデンの名所の1つとなっている。
2,000mの高原を流れるエングストリーゲンアルプの多くの谷川は、北側で合流し、エングストリーゲン川（エングシュトリゲン川）の始まりとなるエングストリーゲン谷（エングシュトリゲン谷）の岩を、2段で600m落下する。
滝の上段は、エングストリーゲンアルプ・ケーブル鉄道（エングシュトリゲンアルプ・ケーブル鉄道）から部分的に見ることができる。全景は、岩を結ぶ小道から見られる。
滝の下段には、エングストリーゲンアルプ・ケーブル鉄道の下の駅から山道によってアクセス可能である。
冬には、アイスクライミングの名所となる。